# Dobrovolná záchranná služba
Dobrovolná záchranná služba České republiky vznikla z iniciativy občanů s podporou Nadačního fondu Ledňáček podle modelu, který je uplatňován v mnoha západoevropských a severoamerických státech. Cílem je doplnit složky Integrovaného záchranného systému v těch místech, která státní složky nemohou svými kapacitami pokrýt. Veškerá činnost je poskytována dobrovolně, bez nároku na honorář .

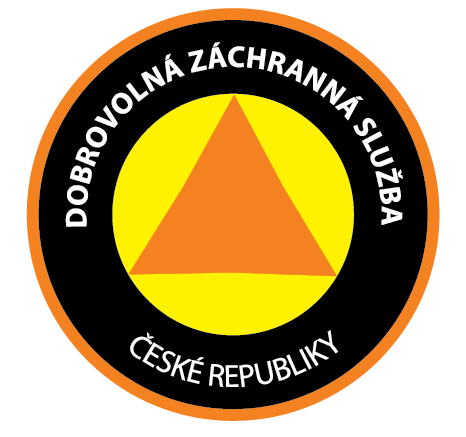
Znak používaný DZS ČR.

## Činnost
Hlavní oblasti činnosti tvoří tyto akce:
1. zabezpečení místa mimořádné události proti následnému vandalismu a rabování po dobu nepřítomnosti majitele, resp. do doby, kdy bude místo zajištěno běžnými prostředky
2. štábní výpomoc pro krizové štáby v případě živelních či technických katastrof (logistické zabezpečení, řízení dobrovolníků, terénní průzkum, rozšiřování informací apod.)
3. technická výpomoc v případě živelních, či technických katastrof (odklízení polomů, trosek, pytlování apod.)
4. search and rescue v případě pátrání po nezvěstných osobách
5. doplnění stanovišť první pomoci a psychologické pomoci při mimořádných událostech velkého rozsahu
6. činnost v oblasti prevence